# Marocaster
Marocaster (лат.) — вымерший род морских звезд из семейства Гониастериды. Существовал на территории современного Марокко в начале мелового периода.
Описан Дэниелом Б. Блейком и Роланом Ребулем в 2011 году, а типовым и единственным видом является Marocaster coronatus.